# Lucio Battisti Vol. 4
Lucio Battisti vol. 4 è il quinto album discografico di Lucio Battisti (ma il quarto pubblicato in vinile), pubblicato il 28 ottobre 1971 dall'etichetta discografica Dischi Ricordi. Contemporaneamente all'album fu pubblicato il singolo Le tre verità/Supermarket, il cui lato B non faceva parte dell'album.

## Descrizione
Questo album rappresenta un tentativo della Dischi Ricordi di sfruttare l'immagine dell'artista che aveva appena perso nel passaggio alla Numero Uno, raccogliendo gli ultimi 45 giri insieme a brani già presenti negli altri album. Il disco, nonostante raccogliesse alcuni brani molto popolari di Battisti, visse all'ombra del dilagante successo del 45 giri confezionato dal duo sotto l'altra etichetta nello stesso periodo, La canzone del sole/Anche per te, e pertanto ottenne minori risultati, arrivando al terzo posto in hit parade.
Nell'album si trova una cover di Sergio Endrigo, Adesso sì, pubblicata nel 1966 in una compilation di artisti della Ricordi dedicata alle canzoni del Festival di Sanremo di quell'anno, e qui ripubblicata (vista anche la rarità dell'incisione originale).
Del disco esistono due tirature, una con cartoncino sagomato a rilievo, l'altra, più rara, a lucido.
I singoli che vengono estratti nella copertina dell'album sono Le tre verità/Supermarket, Dio mio no e Pensieri e parole.

## Accoglienza
Fu il 19º album più venduto in Italia nel 1972, raggiungendo come picco nella classifica settimanale il terzo posto.

## Tracce
Lato A
Testi e musiche di Mogol-Battisti, eccetto dove specificato.
1. Le tre verità – 4:50 (edizioni musicali Acqua azzurra)
2. Dio mio no – 7:25 (edizioni musicali Acqua azzurra)
3. Adesso sì – 3:14 (Sergio Endrigo) – Orchestra: Iller Pattacini
4. La mia canzone per Maria – 3:11 (edizioni musicali Fama, El' & Chris) – Orchestra: Detto Mariano
5. Luisa Rossi – 2:45 (Mogol, Lucio Battisti, Renato Angiolini; edizioni musicali Ritmi e Canzoni, El' & Chris)

Lato B
Testi e musiche di Mogol-Battisti, eccetto dove specificato.
1. Pensieri e parole – 3:50 (edizioni musicali Acqua azzurra) – Orchestra: Gian Piero Reverberi
2. Mi ritorni in mente – 3:41 (edizioni musicali Acqua azzurra) – Orchestra: Detto Mariano
3. Insieme a te sto bene – 3:41 (edizioni musicali Acqua azzurra) – Orchestra: Gian Piero Reverberi
4. 29 settembre – 3:30 (Mogol, Lucio Battisti, Renato Angiolini; edizioni musicali Ritmi e Canzoni, El' & Chris)
5. Io vivrò (senza te) – 3:55 (edizioni musicali Fama, El' & Chris) – Orchestra: Detto Mariano